# Эстин, Джон
Джон Аллен Эстин (англ. John Allen Astin; род. 30 марта 1930, Балтимор, Мэриленд) — американский актер, появившийся в многочисленных фильмах и телевизионных шоу. Более всего известен по роли Гомеса Аддамса в сериале «Семейка Аддамс», роли Злобного Роя Слэйда в одноимённом фильме, и других, не менее эксцентричных комедийных персонажей.
После смерти Лизы Лоринг 28 января 2023 года, Эстин стал последним живущим членом основного состава «Семейки Аддамс» 1964 года.

## Детство и юность
Эстин родился в Балтиморе, штат Мэриленд, в семье Маргарет Линни (урождённая МакКензи) и доктора Аллена Варлей Эстина, который был директором национального бюро стандартов (ныне Национальный институт стандартов и технологий). Он окончил университет Джонса Хопкинса в 1952 году, после перехода из Вашингтона и Джефферсона. Сначала он изучал математику в Вашингтоне и Джефферсоне, а затем в университете Джонса Хопкинса; был членом братства Phi Kappa Psi в университете Джонса Хопкинса.

## Карьера
Свою карьеру Эстин начал в театре, в качестве дублёра в «Майор Барбара» на Бродвее, — и написал отзыв о работе для рекламных роликов. Его первый большой прорыв в кино произошёл в «Вестсайдской истории» в 1961 году.
В течение этого периода играл в комедиях, где его талант был замечен актёром Тони Рэндаллом. Это привело Эстина к главной роли гостя в шоу Dennis the Menace. В 1962—1963 годах Эстин снялся с Марти Ингельс в необычном ситкоме АВС «Я-Диккенс, он-Фенстер», который имел тридцать один эпизод.
В 1964—1966 годах он снялся в сериале «Семейка Аддамс» в роли Гомеса Аддамса, главы семьи, и озвучил его в мультсериале 1992 года. Также он появился в телесериале «Новая семейка Аддамс» как дедушка Аддамс в 1998 году. Роль Гомеса Аддамса сыграл Гленн Таранто. После смерти Лизы Лоринг, сыгравшей Уэнздей, в январе 2023 года, Эстин стал последним из живущих членов главного состава телесериала 1964 года.
Эстин присоединился к перестройке в Pruitts Саутгемптона в течение второй половины сезона (1966—1967 годы), играя дилера («брата в законе») Ангуса Пруитт. Он также играл Риддлера во втором сезоне «Бэтмена». Эстин внёс значительный внешний вид в популярном шоу «Убийство», как злодей-шериф Гарри Пирс. Он имел постоянную роль в ситкоме «Ночной суд», как приятель, эксцентричный экс-психически больной и отец главного героя Гарри Стоуна. Эстин эпизодически снимался в многочисленных телесериалах.
Эстин получил премию «Оскар» в номинации «Прелюдия» за короткометражный фильм, к которому он написал сценарий. Он был номинирован на награду за «Байки из склепа», и получил «Эмми» в номинации за голос Гомеса в мультфильме «Семейка Аддамс». Эстин прослужил четыре года в совете директоров гильдии писателей Америки, а также принимал активное участие в делах общины в Лос-Анджелесе и Санта-Монике.

## Личная жизнь
У Джона Эстина пять сыновей: трое (Дэвид, Аллен и Том) от его первой жены Сюзанны Хан; двое от его второй жены, актрисы Пэтти Дьюк: Шон (сын Пэтти от прежних отношений, которого Джон усыновил после их вступления в брак) и Маккензи. Эстин в настоящее время женат на Валери Энн Сандобал и живёт в Балтиморе.